# Phillips Mountains
Die Phillips Mountains sind eine Gebirgskette der Ford Ranges an der Nordflanke des Balchen-Gletschers und der Block Bay im westantarktischen Marie-Byrd-Land. 
Sie wurden während der ersten Antarktisexpedition (1928–1930) des US-amerikanischen Polarforschers Richard Evelyn Byrd entdeckt und nach dem Unternehmer Albanus Phillips Sr. (1871–1949) benannt, einem Sponsor der Byrd-Expeditionen.